# Élections municipales de 2014 à Argenteuil
Pour un article plus général, voir Élections municipales de 2014 dans le Val-d'Oise.
Les élections municipales se sont déroulées les 23 et 30 mars 2014 à Argenteuil.

## Mode de scrutin
Le mode de scrutin à Argenteuil est celui des villes de plus de 1 000 habitants : la liste arrivée en tête obtient la moitié des 55 sièges du conseil municipal. Le reste est réparti à la proportionnelle entre toutes les listes ayant obtenu au moins 5 % des suffrages exprimés. Un deuxième tour est organisé si aucune liste n'atteint la majorité absolue et au moins 25 % des inscrits au premier tour. Seules les listes ayant obtenu aux moins 10 % des suffrages exprimés peuvent s'y présenter. Les listes ayant obtenu au moins 5 % des suffrages exprimés peuvent fusionner avec une liste présente au second tour.

## Résultats
- Maire sortant : Philippe Doucet (PS)
- 55 sièges à pourvoir (population légale 2011 : 104 282 habitants)

| Tête de liste                                          | Tête de liste      | Liste          | Premier tour | Premier tour | Second tour | Second tour | Sièges |  |
| Tête de liste                                          | Tête de liste      | Liste          | Voix         | %            | Voix        | %           | Sièges |  |
| ------------------------------------------------------ | ------------------ | -------------- | ------------ | ------------ | ----------- | ----------- | ------ |  |
|                                                        | Georges Mothron    | UMP            | 11 846       | 44,21        | 14 876      | 50,31       | 42     |  |
| Une nouvelle chance pour Argenteuil                    |                    |                | 11 846       | 44,21        | 14 876      | 50,31       | 42     |  |
|                                                        | Philippe Doucet *  | PS             | 11 191       | 41,77        | 14 689      | 49,69       | 13     |  |
| Tous fiers d'être Argenteuillais                       |                    |                | 11 191       | 41,77        | 14 689      | 49,69       | 13     |  |
|                                                        | Cécile Sellier     | FG             | 1 774        | 6,62         |             |             |        |  |
| Argenteuil pour une alternative à l'austérité          |                    |                | 1 774        | 6,62         |             |             |        |  |
|                                                        | Dominique Mariette | LO             | 837          | 3,12         |             |             |        |  |
| Lutte ouvrière faire entendre le camp des travailleurs |                    |                | 837          | 3,12         |             |             |        |  |
|                                                        | Zouber Sotbar      | DVG            | 689          | 2,57         |             |             |        |  |
| Argenteuil solidaire                                   |                    |                | 689          | 2,57         |             |             |        |  |
|                                                        | Salah Bellouti     | SE             | 455          | 1,70         |             |             |        |  |
| Nouvel Argenteuil                                      |                    |                | 455          | 1,70         |             |             |        |  |
|                                                        |                    |                |              |              |             |             |        |  |
| Inscrits                                               | Inscrits           | Inscrits       | 52 865       | 100,00       |             | 100,00      |        |  |
| Abstentions                                            | Abstentions        | Abstentions    | 24 663       | 46,65        |             |             |        |  |
| Votants                                                | Votants            | Votants        | 28 202       | 53,35        |             |             |        |  |
| Blancs et nuls                                         | Blancs et nuls     | Blancs et nuls | 1 410        | 5,00         |             |             |        |  |
| Exprimés                                               | Exprimés           | Exprimés       | 26 792       | 95,00        |             |             |        |  |
| * Liste du maire sortant                               |                    |                |              |              |             |             |        |  |